# Цулаия, Александр Малхазович
Александр Малхазович Цулаия (1906, село Шуа-Хорга, Зугдидский уезд, Кутаисская губерния, Российская империя — неизвестно, село Шуа-Хорга, Хобский район, Грузинская ССР) — председатель колхоза «Ахалицховреба» («Новая жизнь») Хобского района, Грузинская ССР. Герой Социалистического Труда (1949).

## Биография
Родился в 1906 году в крестьянской семье в селе Шуа-Хорга (Гагма-Шуа-Хорга) Зугдидского уезда (сегодня — Хобский муниципалитет). После окончания местной начальной школы трудился в личном хозяйстве. В послевоенное время возглавлял колхоз «Ахалицховреба» Хобского района.
За короткое время вывел колхоз в число передовых сельскохозяйственных предприятий Хобского района. В 1948 году труженики колхоза сдали государству в среднем с каждого гектара по 89,4 центнера кукурузы с площади 64,5 гектара. Указом Президиума Верховного Совета СССР от 3 мая 1949 года удостоен звания Героя Социалистического Труда за «получение высоких урожаев кукурузы и табака в 1948 году» с вручением ордена Ленина и золотой медали «Серп и Молот» (№ 3515).
После выхода на пенсию проживал в родном селе Шуа-Хорга Хобского района. С 1968 года — персональный пенсионер союзного значения. Дата смерти не установлена.